# Sibel Kekilliová
Sibel Kekilliová (* 16. června 1980 Heilbronn) je německá herečka turecké národnosti.
Její rodiče pocházejí z provincie Kayseri a v Německu se usadili roku 1977, otec pracoval jako dělník a matka jako uklízečka. Sibel má čtyři sourozence, německé občanství získala v roce 1999. Po střední škole pracovala jako úřednice, servírka, prodavačka a provozní nočního klubu, také pózovala pro časopis Coupé a účinkovala v pornofilmech.
V roce 2004 ji režisér Fatih Akın obsadil do svého filmu o životě Turků v Německu Proti zdi, který získal Evropskou filmovou cenu a Zlatého medvěda, debutující Kekilliová za svůj herecký výkon získala cenu Lola a cenu Bambi. Objevily se však protesty proti těmto poctám s poukazem na pornografickou minulost herečky. Později hrála v česko–německém válečném filmu Poslední vlak, za film Eve Dönüş získala cenu Zlatý pomeranč na festivalu v Antalyi a za film Cizinka byla oceněna na festivalu v Tribece. Účinkovala také v seriálech Kriminálka Istanbul, Místo činu a Hra o trůny a v televizní show Paare, věnuje se rovněž namlouvání audioknih. Byla porotkyní na karlovarském filmovém festivalu v roce 2011.
Podporuje organizaci na ochranu ženských práv Terre de Femmes. Opakovaně odsoudila násilí proti ženám, zejména vraždy ze cti a ženskou obřízku, vystupuje proti radikálnímu islamismu a represím tureckého režimu vůči opozici.
V roce 2017 jí byl udělen Záslužný řád Spolkové republiky Německo.

## Filmografie
- 2002 Hotel Fickmichgut
- 2004 Proti zdi
- 2004 Kebab Connection
- 2006 Eve Dönüş
- 2006 Poslední vlak
- 2006 Strach Fay Grimové
- 2006 Zimní cesta
- 2009 Pihalla
- 2010 Cizinka
- 2011 What a Man
- 2012 Die Männer der Emden
- 2019 Berlin, I Love You
- 2019 Deutschland ist... Heim